# Departamento Laishí
Das Departamento Laishí liegt im Süden der Provinz Formosa im Norden Argentiniens und ist eine von neun Verwaltungseinheiten der Provinz. Es grenzt im Norden an das Departamento Formosa, im Osten an Paraguay, im Süden an die Provinz Chaco und im Westen an das Departamento Pirané.
Die Hauptstadt des Departamento Laishí ist Misión San Francisco de Laishí.

## Bevölkerung
Nach Schätzungen des INDEC stieg die Zahl der Einwohner im Departamento Laishí von 16.227 (2001) auf 17.042 Einwohner im Jahre 2005.

## Gliederung
Das Departamento Laishí gliedert sich in die Gemeinden dritter Kategorie General Lucio V. Mansilla, Herradura, Misión San Francisco de Laishí und Villa Escolar sowie in die Juntas Vecinales Provinciales Banco Payaguá und Tatané.
Koordinaten: 26° 24′ S, 58° 36′ W